# أحداث جامع المحسن
احداث جامع المحسن أو انتفاضة جامع المحسن هي مواجهات ضمن انتفاضة عام 1999 في العراق والتي اعقبت اغتيال المرجع الديني آية الله السيد محمد الصدر من قبل سلطات حزب البعث برئاسة صدام حسين دارت بين اتباع الصدر ومقلديه وقوات الأمن التابعة للنظام التي هاجمت المصلين الصدريين الذين تجمعوا في جامع المحسن في مدينة الصدر (مدينة صدام آنذاك) شرق العاصمة العراقية بغداد وقامت بفتح النار عليهم ما ادى إلى مقتل العشرات منهم.

## خلفية
مساء الجمعة 19 فبراير 1999 قُتل آية الله محمد محمد صادق الصدر، أحد أكبر المراجع الشيعة في العراق آنذاك، في النجف بسيارته مع نجليه وذلك في طريقه نحو داره في منطقة الحنانة. كانت السيارة قد دخلت دوارًا عندما تعرضت لإطلاق نار من مدافع رشاشة من عدة مواقع. قامت قوات الأمن العراقية بإغلاق المنطقة بسرعة، وأصرت الحكومة على ان يتم دفن الصدر وتشييعه بشكل فوري كان السيد محمد الصدر قد اتسعت مرجعيته لدى الشيعة في العراق وتركز انصاره في مختلف انحاء البلاد وبالخصوص في مدينة الصدر شرق العاصمة بغداد كما انه تحدى نظام صدام علناً واقام صلاة الجمعة التي كانت ممنوعة انذاك.

## الأحداث
على خلفية وصول الانباء عن تعرض الصدر للاغتيال في اليوم التالي تجمع عشرات الالاف من انصاره في مدينة الصدر في جامع المحسن (وهو مكان اقامة صلاة الجمعة التي يؤمها وكلاء الصدر في المدينة) للتأكد من صحة الاخبار وكان بعضهم يدعو عبر مكبرات الصوت للدعاء لسلامة الصدر بعد وصول اخبار عن تعرضه للإصابة دون وفاته، عند وقت الظهر تم التأكيد للحاضرين ان الصدر قد قُتل مع نجليه وتم تشييعه ودفنه في النجف ليلاً ما ادى إلى تصاعد الغضب بين المصلين الامر الذي دفع دوريات قوات الأمن إلى إصدار الاوامر للمصلين بالتفرق بشكل فوري والتي كانت قد استنفرت قواتها بشكل كبير منذ الليل في اغلب مدن ومحافظات العراق تحسباً لحدوث أي مواجهات أو احتجاجات في البلاد، إلا انهم رفضوا الانصياع للاوامر ما ادى إلى قيام قوات الأمن بفتح النار عليهم بشكل عشوائي ما اسفر عن مقتل عدد كبير من المصلين، على اثر ذلك قامت الحشود بالهجوم على قوات الأمن ورشقهم بالحجارة والاشتباك معهم بالايدي وخرجت مظاهرة باعداد كبيرة من جامع المحسن وانضم لهم اخرون من مختلف انحاء مدينة الصدر وقاموا باغلاق الطرق الرئيسية في المدينة وصولا إلى ساحة مظفر وقناة الجيش وحي جميلة وهم يرددون هتافات مناوئة لصدام حسين ونظام حزب البعث الحاكم وتندد باغتيال الصدر ونجليه واشتبكوا بالايدي والحجارة مع عناصر ودوريات قوات الأمن وعناصر قيادة حزب البعث في المنطقة التي حاولت تفريقهم باطلاق الرصاص، انضم إلى الحشود متظاهرون اخرون يحملون قنابل يدوية واسلحة خفيفة وقاموا بالهجوم على القوات العسكرية المحتشدة في المنطقة واستمرت الاشتباكات في مناطق متفرقة من المدينة لعدة ساعات تم خلالها وصول تعزيزات كبيرة لقوات فدائيو صدام التي كانت تتحشد متخذة نقطة قيادة قرب قناة الجيش يشرف عليها قصي صدام حسين كما تدخلت اليات ومدرعات عسكرية تحمل اسلحة ثقيلة ودبابات تابعة للنظام لاخماد الاحتجاجات قامت السلطات باغلاق المدينة ونشر قوات وتعزيزات من الحرس الجمهوري فيها لاخماد الاحتجاجات وبالمجمل اسفرت المواجهات العنيفة عن مقتل ما لايقل عن 80 من انصار الصدر واصابة نحو 200 بجروح واوردت مصادر أخرى مقتل 400 بينهم 50 امرأة وإصابة أكثر من 650 بجروح فيما قتل نحو 17 من عناصر قوات الأمن واصيب العشرات منهم بجروح واحرق المحتجون ما لايقل عن اثنين من الاليات العسكرية التابعة لقوات الأمن فيما قامت السلطات بحملات دهم واعتقال ادت إلى اعتقال مايصل إلى 250 شخص في مدينة الصدر بينهم 15 من رجال الدين من وكلاء الصدر أُعدم اغلبهم في وقت لاحق كما عمدت السلطات بشكل فوري إلى اغلاق جامع المحسن وردم ابوابه ومنع دخول أي كان اليه فيما اخفت عشرات من جثث الضحايا ولم يتم تسليمها إلى ذويهم ولم يتم إعادة فتح الجامع الا بعد سقوط النظام في عام 2003

## محاكمة المتورطين
في 21 يوليو/تموز 2008 عقدت المحكمة المحكمة الجنائية العراقية العليا المختصة بمحاكمة رموز نظام صدام حسين اولى جلساتها لمحاكمة 14 متهماً من افراد وقيادات النظام في قضية أحداث جامع المحسن في مدينة الصدر ابرزهم طارق عزيز وصابر الدوري وسبعاوي إبراهيم الحسن وعلي حسن المجيد وعبد حمود ولطيف نصيف جاسم ومحمد زمام وجاسم محمد حاجم وعكلة عبد صكر وأحمد حميد محمود وعزيز صالح النومان وبعد عدة جلسات حول القضية اصدرت المحكمة حكماً بالإعدام بحق علي حسن المجيد ومحمود فيزي محمد وعزيز صالح حسن والسجن مدى الحياة لكل من على لطيف نصيف جاسم ومحمد زمان عبد الرزاق وأصدرت المحكمة أحكاما بالسجن المؤقت لست سنوات بحق المتهم زياد الكناني و15 سنة بحق المتهمين محمد جاسم المحمداوي وجبار هدهود جواد الحساني لثبوت ارتكابهما بالاشتراك جرائم القتل العمد وبراءة طارق عزيز وسيف الدين محمود وعكلة عبد صكر وإبراهيم صاحب كرم.

## قائمة باسماء الضحايا
قائمة الضحايا الذين قتلوا خلال هجوم القوات الامنية على المحتجين في جامع المحسن أو أُعدموا لاحقاً بتهمة المشاركة بالاحتجاجات
2- احمد حسن كحط محسن الكعبي
3- احمد قاسم نجم سرحان المحمداوي
4- احمد كريم جاسم الموسوي
5-  اسعد جمعة فاخر مهاوي البطبوطي
6- جبار جاسم محمد فارع الساعدي
7-  جعفر ساجت والي احمد الزيدي
8-  حسن جاسم نفل علي الزبيدي
9-  حسين فاضل صلف جبر القريشي
10- حيدر مفتن عبود سعد العلوي
11- رضا مطشر حرفش الفريداوي
12- رعد كاطع داخل مفت الغراوي
13-  رياض جبار مسلم عناد الغراوي
14-  السيد سعد النوري
15-  الشيخ قيصر عبد الزهرة عطية الشويلي
16-  الشيخ محمد صادق رحيم الدراجي
17-  صلاح حسن كاطع الرسيتاموي
18-  عباس محمد مضموم منيشد الحميداوي
19-  عبد الأمير منشد شامخ النصراوي
20-  عبد الجليل وحيد كاظم محمد العبودي
21-  عدنان شنين فليح مظلوم العكيلي
22-  عدنان ياسر مفيد عيسى الدراجي
23-  علي حامد هامش جابر المرياني
24-  علي خميس كاطع ثجيل الكعبي
25-  علي ستار جبار مظلوم الفريجي
26-  علي صدام بلاسم جابر الحريشاوي
27-  علي عبد الرضا وادي كريم الفريداوي
28-  علي محسن داخل مؤنس السراي
29-  علي محسن زبون لفتة الزبيدي
30-  عمار حميد سعودي حسن الدراجي
31-  عمار كريم هاشم موسى الفرطوسي
32-  قاسم حسين محمود العتبي
33-  محمد إبراهيم عودة كاظم الحريشاوي
34-  محمد كاظم حسين الشرشاحي
35-  محمد كاظم سباهي صالح الفرطوسي
36-  مصطفى فالح جساس صباح الغراوي
37-  منير محمد ناصر حسين البهادلي
38-  مهدي خليف مزعل عبد الدراجي
39-  مهند عبد الرضا وساك الساعدي
40-  مهند ناجي جاسم حسن العقابي
41-  ناصر داخل غافل راضي الوحيلي
42-  نبيل جبار عاتي نبات الفرطوسي
43-  نبيل ستار جبار الحسيناوي
44-  نزار رمضان رحيم الساعدي
45-  هادي سبهان شنين الساعدي
46-  هشام حسن عليوي شلش التميمي
47-  وسام حسن لفتة العلياوي
48-  وسام قيس عامر زبون السوداني
49-  وليد خالد محمد شليج الحلفي
50-  ياسر حسين عبود حميد الساعدي
51-  إبراهيم كاظم سعد خلف الموسوي
52-  أحمد ناهي شلش جماغ الكناني
53-  ثامر كاظم عبد الحسين ثامر البهادلي
54-  جميل صالح محمد لايش البديري
55-  جواد كاظم لفتة حسين
56-  جواد كاظم محسن منين الكعبي
57-  حبيب إبراهيم خلف محسن الشويلي
58-  حسن صبر سلمان سمير
59-  حسن فالح سلطان هارف السوداني      
60-  حسن فيصل كريم محسن البهادلي
61-  حسين عبد عنيز اللامي
62-  حسين ناهي صالح علي الساعدي
63-  حكيم كاظم هاشم عبد الحسين الربيعي
64-  حمزة قاسم سابط فدعم الدراجي
65-  حميد ساجت ازرك والي الزاملي
66-  حيدر جاسم حسين يوسف الجابري
67-  رعد عبد الامير خليل حسين الخفاجي
68-  ساجت فرهود علوان ادنان الرفيعي
69-  ستار جبار حسن حيدر السويعدي
70-  سلام منصور حيدر منصور الفريجي
71-  الشيخ احمد عبد الرضا عبود شهيد المالكي
72-  الشيخ حسين عبد الجبار عبود بدن السويعدي
73-  الشيخ حسين هاشم زاير المالكي
74-  الشيخ ستار جبار ازعيبل الربيعي
75-  الشيخ علاء حسين فنجان ثجيل الشويلي
76-  الشيخ علي حسن سلمان الكعبي
77-  الشيخ محمد جبار عبد الرضا الكناني
78-  الشيخ ناصر طارش ساجت الساعدي
79-  صادق حيدر هاشم حسوني البخاتي
80-  عباس حسن زمام بلادي الدراجي
81-  عباس سلمان شاتي فياض الساعدي
82-  عبد الستار جبار بطل محسن الشويلي
83-  عدي وطن حسن دواي الزيرجاوي
84-  علي جاسم مجهول فارس الدراجي
85-  عماد جميل عباس محير
86-  فالح حسن لفته عزيز العلياوي
87-  فرحان جباري مهوس السويعدي
88-  فرحان فرج دخنية
89-  فلاح حسن صحن سرحان الجماسي
90-  قاسم غازي حامي ملجه الشويلي
91-  قاسم ناصر انتيش ذريوة الحسيناوي
92-  كامل جاسم عناد حسن
93-  كريمة عباس موسى يوسف الربيعي
94-  ليث عبد الزهرة عطية محسن الشويلي
95-  ليث والي سرحان
96-  ماجد عودة صالح البيضاني
97-  محمد بدر شرهان فتان المالكي
98-  محمد حسين عذيب انفاوة الدراجي
99-  محمد كامل عليوي سلمان البيضاني
100- مهدي فلحي حسن الساعدي
101- مؤيد جاسم موسى حسين الموسوي
102- مؤيد محمد رهيف المالكي
103- هادي خضير عباس بدر الدراجي
104- هادي كاطع عباس محمد
105- هاشم حميد زايد خفيف الموسوي
106- يحيى عبد صبر فرج الحريشاوي
107- عمار صبيح
108- خولة صدام صابر محسن الفرطوسي